# مهمیزمرغ‌ها
مهمیزمرغ‌ها (نام علمی: Galloperdix) نام یک سرده از زیرخانواده کبکیان است.